# Desmochados
Desmochados é um distrito do Paraguai, localizado no departamento de Ñeembucú. Possui uma população de 1.861 habitantes. Sua economia é baseada na pecuária.

## Transporte
O município de Desmochados é servido pelas seguintes rodovias:
- Caminho em terra ligando a cidade ao município de Isla Umbú
- Caminho em terra ligando a cidade de Mayor José Martinez ao município de Laureles [1][2][3]